# Compilation Top 30
De Compilation Top 30 is een wekelijkse hitlijst met de bestverkochte verzamelalbums (compilations) in Nederland. De lijst wordt samengesteld door Dutch Charts en haar voorganger Megacharts. 

## Geschiedenis

### Voorgeschiedenis (1975-1990)
Van 1975-1978 en in 1990 bestond er een aparte hitparade voor verzamelalbums. In de jaren 70 werden in eerste instantie zowel 'one artist'-hitcompilaties als 'multi artist'-hitcompilaties opgenomen in de Verzamel LP Top 10, later alleen 'multi artist' hitcompilaties. Van mei tot september 1990 werden 'multi artist' hitcompilaties niet opgenomen in de LP-MC-CD Top 100 (Nationale Hitparade) maar in een aparte Verzamelalbum Top 25.
De Verzamel-lijsten van 1975-1978 en in 1990 werden afgedrukt in de gedrukte versies van de Nationale Hitparade.

### Verzamelalbum Top 30 (1993-2007)
De eerste lijst voor verzamelalbums verscheen op 6 februari 1993 als de Verzamelalbum Top 30. Vóór deze datum werden albums met songs van meerdere artiesten opgenomen in de reguliere Album Top 100. De Verzamelalbum Top 30 werd van 6 februari 1993 tot en met december 2002 afgedrukt in het gedrukte exemplaar van de Mega Top 50/Mega Top 100 en daarna in Charts.

### Compilation Top 30 (2008-heden)
Tussen juli 2007 en maart 2008 werd de naam veranderd in Compilation Top 30. Tussen 2010 en 2019 werden verzamelalbums ook opgenomen in de CombiAlbum Top 100, die naast de 'gewone' Album Top 100 bestond. De Compilation Top 30 bleef daarbij bestaan.
In maart 2019 kondigde GfK aan flink te gaan snijden in het aantal hitlijsten, waarbij ook de Compilation Top 30 zou sneuvelen. Hoewel de andere hitlijsten wél verdwenen, kwam de Compilation Top 30 na twee weken weer terug.

## Stichting Nederlandse Top 40
De concurrerende albumlijst van de Stichting Nederlandse Top 40 kende sinds de jaren '80 ook aparte hitlijsten voor verzamelalbums. Zo bestond tussen 1982 en 1985 de TV LP Top 10 (later een top 15), met daarin albums die via tv-reclame aan de man werden gebracht. Het ging hierbij voornamelijk om multi artist-compilaties, maar ook verzamelaars van één artiest konden er in worden opgenomen. Vanaf oktober 1992 werden de multi artist-compilaties weer uit de albumlijst genomen en in een eigen hitlijst gezet, de Verzamelalbum Top 25. In de jaren daarna varieerde die in grootte van 25, 40 of 30 posities. De lijst werd in 1999 opgeheven toen de albumlijsten van de Stichting Nederlandse Top 40 en Megacharts fuseerden. De verzamelalbumlijst van Megacharts werd daarbij voortgezet.